# Bodo von Hodenberg
Carl Iwan Bodo baron von Hodenberg (né le 8 septembre 1826 à Lilienthal et mort le 20 octobre 1907 à Hudemühlen ) est un diplomate et homme politique prussien. En tant qu'écrivain, il travaille sous le pseudonyme de Theophilus.

## Origine
Ses parents sont Wilhelm von Hodenberg (de) (1786-1861) et sa femme Luise von Zesterfleth (de) (1794-1827), une fille du président de la chevalerie verdenoise de Stade Christian Arnold von Zesterfleth (1750-1820). Son père est directeur paysagiste de la principauté de Lunebourg et historien.

## Biographie
Hodenberg étudie aux universités de Heidelberg, Berlin et Göttingen. En 1849, il devient fonctionnaire d'État dans le royaume de Hanovre. À partir de 1855, il travaille au service diplomatique du royaume de Hanovre et en 1857 est chargé d'affaires dans les villes hanséatiques d'Hambourg  et en 1860 ministre-résident à la cour du roi Guillaume III à La Haye, où il remplace Carl Alexander Wilhelm von Linsingen (de) (1822-1872). En 1865, Hodenberg déménage de La Haye à Hanovre, où il reprend le poste du ministre de l'Éducation.
Dans son court mandat jusqu'à l'annexion du royaume de Hanovre le 20 septembre 1866, le royaume de Prusse introduit une nouvelle constitution synodale. Hodenberg suit le roi George V en exil à Paris puis retourne dans sa propriété de Hudemühlen (près de Hodenhagen), d'où il commence à travailler comme écrivain. Déjà pendant son mandat aux Pays-Bas, il est en contact avec le mouvement de réveil et aborde le renouveau des églises dans ses écrits. Il prend la position du luthéranisme confessionnel et est particulièrement lié au professeur de théologie marbourgeois August Vilmar (de).
Politiquement, il s'implique fortement dans le parti allemand hanovrien et est l'un des fondateurs de la « Deutsche Volkszeitung » publiée par le DHP.

## Famille
Il se marie à La Haye le 5 février 1862 la comtesse Cécile Alexandrine van Rechteren (de) (né le 18 octobre 1836 et mort le 22 juin 1864), fille du comte Jan Derk van Rechteren et de la baronne Susanne van Hardenbroek (nl). Le couple a un fils :
- Hermann (né le 27 janvier 1862 et mort le 24 février 1946), propriétaire de manoir et député du Reichstag

Après la mort prématurée de sa première femme, il se marie le 27 août 1868 à Dresde Therese von Arnswaldt (née le 1er juillet 1836 et mort le 10 mai 1873), fille de l'écrivain August von Arnswaldt (de). Le couple a deux fils :
- Georg Marquard (né le 18 avril 1870)
- Werner-Thomas Friedrich Hans Achaz (né le 21 décembre 1871)

## Publications (sélection)
- Luthers Philosophie, Bd. 1: Die Logik. Verlag Carl Meyer, Hannover 1870
- Rocholls (de) „Geschichte der evangelischen Kirche in Deutschland“. Wolff & Hohorst, Hannover 1897.
- Erlanger Theologie. Frank und Seeberg. Wolff & Hohorst, Hannover 1899.
- Luthers Materialprinzip zur Beleuchtung der für die nächste lutherische Konferenz gestellte Frage „Ist die heilige Schrift einzige Quelle oder nur einzige Norm des Glaubens?“: Hannover 1893.
- Umtriebe der Welfen. Jacob, Hannover 1887 (Sonderdruck der Deutschen Volkszeitung).
- Wer ist der Irrlehrer? Pastor Harms (de) in Hermannsburg oder sein Superintendent? Antwort auf die im Hannoverschen Sonntagsblatte mitgetheilte PRedigt des Superintendenten Münchmeyer in Bayern. 5. Aufl. Hannover 1878.
- „Das Gastmahl des Socrates“. Ein Gemälde von Feuerbach als Spiegelbild für die Theologie der Rhetorik in der kirchlichen Bewegung unserer Zeit (Der Kunstbrief; Bd. 16). Mann Verlag, Berlin 1946 (Nachdr. d. Ausg. Edgar Bauer, Altona 1873).
- Voltaire und Friedrich II., Du Bois Raymond und Droysen. Kein Widerspruch sondern Fortschritt. Bauer, Altona 1871.